# Stendardo della Santissima Trinità
Lo stendardo della Santissima Trinità è un dipinto a olio su tela (166x94 cm per lato) di Raffaello, databile al 1499 circa e conservato nella Pinacoteca comunale di Città di Castello. Si tratta di una delle primissime opere attribuite all'artista, nonché dell'unico dipinto di Raffaello rimasto a Città di Castello, dove l'artista operò tra la fine del Quattrocento e l'inizio del Cinquecento.

## Storia
Lo stendardo processionale venne dipinto per la chiesa della Trinità di Città di Castello, in un momento imprecisato del soggiorno del giovanissimo pittore, recatosi a Città di Castello in sostituzione del padre, defunto nel 1494. Qui, in seguito alla partenza di Luca Signorelli, scarseggiavano i pittori di talento, per cui fu facile per il promettente artista, portatore ancora di uno stile peruginesco, ricevere numerose commissioni. Tra queste ci sono la mutila Pala del beato Nicola da Tolentino, oggi divisa in più musei, la Crocifissione Mond, alla National Gallery di Londra, e lo Sposalizio della Vergine, alla Pinacoteca di Brera.
In genere lo stendardo è messo in relazione con la fine di una pestilenza nel 1499, come fa pensare la presenza dei santi Sebastiano e Rocco, protettori contro le epidemie. Da alcuni storici è quindi datato a un periodo immediatamente successivo, da altri qualche anno dopo, fino al 1503-1504.
L'opera è ricordata come già molto compromessa nel 1638. Venne affidata al conte Della Porta nel 1867, il quale ne curò un restauro che asportò croste e i ritocchi nelle teste dei santi. Un restauro del dopoguerra ha poi riportato alla luce la superficie originaria, dove gli smalti e le velature sono ancora intatti.
Il dipinto è stato esposto alla National Gallery per la mostra su Raffaello, tenuta nel 2004-2005.

## Descrizione e stile
Lo stendardo, in cattivo stato di conservazione, era originariamente dipinto su entrambe le facce, che oggi sono separate ed esposte a fianco: da un lato vi sono raffigurati la Trinità con i santi Rocco e Sebastiano (recto) e dall'altro lato la Creazione di Eva (verso).
Sorprende la freschezza dell'opera anche se sono ancora molto evidenti i debiti verso Perugino (nel dolce paesaggio, negli angeli simmetrici tra nastri svolazzanti) e Luca Signorelli (nell'impostazione volumetrica). Nuova è invece la sicurezza nella disposizione delle figure nello spazio, molto più coerente che nei suoi maestri.

## Opere simili
Lo stendardo non va confuso con quello della Carità, nello stesso museo, dipinto per la locale confraternita della Carità e arrivato nel museo dall'ospedale della Misericordia. Questo stendardo che mostra sul recto una Madonna della Misericordia (visibilmente derivata dal Polittico della Misericordia di Piero della Francesca) e sul verso una Crocifissione, ebbe un momento di popolarità quando Roberto Longhi lo assegnò al giovanissimo Raffaello. Studi hanno appurato che la scarsa qualità dell'opera non è frutto esclusivo del cattivo stato di conservazione, riconducendone l'attribuzione alla scuola di Perugino o a pittori locali come Francesco di Castello.